# North Owersby
North Owersby är en by i civil parish Owersby, i distriktet West Lindsey, i grevskapet Lincolnshire, i England. Byn är belägen 7 km från Market Rasen. North Owersby var en civil parish 1866–1936 när blev den en del av Owersby. Civil parish hade 249 invånare år 1931.